# Natação no Campeonato Europeu de Esportes Aquáticos de 2021 - 50 m borboleta feminino
A prova dos 50 metros borboleta feminino da natação no Campeonato Europeu de Esportes Aquáticos de 2021 ocorreu nos dias 22 e 23 de maio na Arena Danúbio, em Budapeste na Hungria. 

## Calendário
| Fase          | Data       | Hora  |
| ------------- | ---------- | ----- |
| Eliminatórias | 22 de maio | 10:27 |
| Semifinal     | 22 de maio | 18:40 |
| Final         | 23 de maio | 18:00 |

Todos os horários estão no horário local (UTC+1)

## Recordes
Antes desta competição, os recordes eram os seguintes:
|                       | Nadadora       | Tempo | Local  | Data                 |
| --------------------- | -------------- | ----- | ------ | -------------------- |
| Recorde mundial       | Sarah Sjöström | 24.43 | Boras  | 5 de julho de 2014   |
| Recorde europeu       | Sarah Sjöström | 24.43 | Boras  | 5 de julho de 2014   |
| Recorde do campeonato | Sarah Sjöström | 24.87 | Berlim | 18 de agosto de 2014 |

## Medalhistas
| Ouro                      | Prata                 | Bronze                |
| Ranomi Kromowidjojo (NED) | Mélanie Henique (FRA) | Emilie Beckmann (DEN) |

## Resultados

### Eliminatórias
Esses foram os resultados das eliminatórias. 
| Pos. | Bateria | Raia | Nadadora                      | Nacionalidade | Tempo | Notas            |
| ---- | ------- | ---- | ----------------------------- | ------------- | ----- | ---------------- |
| 1    | 6       | 4    | Mélanie Henique               | França        | 25.30 | Q                |
| 2    | 5       | 4    | Ranomi Kromowidjojo           | Países Baixos | 25.88 | Q                |
| 3    | 4       | 5    | Jeanette Ottesen              | Dinamarca     | 25.91 | Q                |
| 4    | 4       | 4    | Emilie Beckmann               | Dinamarca     | 25.96 | Q                |
| 4    | 5       | 5    | Arina Surkova                 | Rússia        | 25.96 | Q                |
| 6    | 5       | 1    | Sara Junevik                  | Suécia        | 25.99 | Q                |
| 7    | 4       | 3    | Maaike de Waard               | Países Baixos | 26.11 | Q                |
| 8    | 5       | 3    | Louise Hansson                | Suécia        | 26.20 | Q                |
| 9    | 6       | 6    | Elena Di Liddo                | Itália        | 26.28 | Q                |
| 10   | 4       | 2    | Anastasiya Kuliashova         | Bielorrússia  | 26.31 | Q                |
| 11   | 5       | 6    | Kim Busch                     | Países Baixos | 26.32 |                  |
| 12   | 6       | 5    | Marie Wattel                  | França        | 26.35 | Q                |
| 13   | 6       | 3    | Anastasiya Shkurdai           | Bielorrússia  | 26.41 | Q                |
| 14   | 6       | 2    | Anna Ntountounaki             | Grécia        | 26.46 | Q                |
| 15   | 6       | 1    | Silvia Di Pietro              | Itália        | 26.57 | Q, RET           |
| 16   | 5       | 2    | Svetlana Chimrova             | Rússia        | 26.59 | Q                |
| 17   | 1       | 3    | Katarzyna Wasick              | Polónia       | 26.61 | Q, RET           |
| 18   | 3       | 5    | Harriet Jones                 | Reino Unido   | 26.63 | Q                |
| 19   | 6       | 7    | Beatrix Bordás                | Hungria       | 26.65 | Q                |
| 19   | 3       | 2    | Gabriela Ņikitina             | Letônia       | 26.65 | Q,               |
| 21   | 4       | 6    | Michelle Coleman              | Suécia        | 26.68 |                  |
| 22   | 5       | 8    | Neža Klančar                  | Eslovênia     | 26.69 |                  |
| 22   | 3       | 3    | Dominika Varga                | Hungria       | 26.69 |                  |
| 24   | 5       | 9    | Mónika Ollé                   | Hungria       | 26.70 |                  |
| 25   | 4       | 1    | Ida Liljeqvist                | Suécia        | 26.73 |                  |
| 26   | 6       | 8    | Ilaria Bianchi                | Itália        | 26.79 |                  |
| 27   | 4       | 0    | Costanza Cocconcelli          | Itália        | 26.90 |                  |
| 28   | 3       | 4    | Laura Stephens                | Reino Unido   | 26.92 |                  |
| 29   | 4       | 7    | Kimberly Buys                 | Bélgica       | 26.93 |                  |
| 29   | 4       | 8    | Jessica Felsner               | Alemanha      | 26.93 |                  |
| 31   | 3       | 6    | Anna Kolářová                 | Chéquia       | 26.98 |                  |
| 32   | 5       | 7    | Sasha Touretski               | Suíça         | 27.03 |                  |
| 33   | 3       | 0    | Tamara Potocká                | Eslováquia    | 27.31 |                  |
| 34   | 4       | 9    | Tessa Giele                   | Países Baixos | 27.41 |                  |
| 34   | 6       | 0    | Roos Vanotterdijk             | Bélgica       | 27.41 |                  |
| 36   | 2       | 4    | Aina Hierro                   | Espanha       | 27.47 |                  |
| 37   | 3       | 1    | Julia Ullmann                 | Suíça         | 27.49 |                  |
| 38   | 2       | 1    | Mariam Sheikhalizadehkhanghah | Azerbaijão    | 27.56 | Recorde nacional |
| 38   | 3       | 7    | Alina Vedehhova               | Estónia       | 27.56 |                  |
| 40   | 3       | 9    | Alba Guillamón                | Espanha       | 27.62 |                  |
| 41   | 2       | 7    | Zora Ripková                  | Eslováquia    | 27.78 |                  |
| 42   | 3       | 8    | Ieva Maļuka                   | Letônia       | 27.87 |                  |
| 43   | 2       | 2    | Jóhanna Guðmundsdóttir        | Islândia      | 27.90 |                  |
| 44   | 2       | 0    | Martina Cibulková             | Eslováquia    | 28.19 |                  |
| 45   | 2       | 5    | Viktoriya Kostromina          | Ucrânia       | 28.28 |                  |
| 46   | 1       | 4    | Nida Eliz Üstündağ            | Turquia       | 28.35 |                  |
| 47   | 2       | 8    | Claudia Hufnagl               | Áustria       | 28.63 |                  |
| 48   | 2       | 9    | Defne Taçyıldız               | Turquia       | 29.11 |                  |
| 49   | 1       | 5    | Nicola Muscat                 | Malta         | 29.53 |                  |
| 50   | 6       | 9    | Kornelia Fiedkiewicz          | Polónia       | DNS   | DNS              |
| 50   | 5       | 0    | Mimosa Jallow                 | Finlândia     | DNS   | DNS              |
| 50   | 2       | 3    | Fanny Teijonsalo              | Finlândia     | DNS   | DNS              |
| 50   | 2       | 6    | Panna Ugrai                   | Hungria       | DNS   | DNS              |

### Semifinal
Esses foram os resultados das semifinais. 
Semifinal 1
| Pos. | Raia | Nadadora              | Nacionalidade | Tempo | Notas |
| ---- | ---- | --------------------- | ------------- | ----- | ----- |
| 1    | 4    | Ranomi Kromowidjojo   | Países Baixos | 25.71 | Q     |
| 2    | 5    | Arina Surkova         | Rússia        | 25.75 | Q     |
| 3    | 3    | Sara Junevik          | Suécia        | 26.00 | q     |
| 4    | 7    | Anastasiya Shkurdai   | Bielorrússia  | 26.14 |       |
| 5    | 6    | Louise Hansson        | Suécia        | 26.15 |       |
| 6    | 2    | Anastasiya Kuliashova | Bielorrússia  | 26.27 |       |
| 7    | 8    | Harriet Jones         | Reino Unido   | 26.49 |       |
| 8    | 1    | Svetlana Chimrova     | Rússia        | 26.58 |       |

Semifinal 2
| Pos. | Raia | Nadadora          | Nacionalidade | Tempo | Notas |
| ---- | ---- | ----------------- | ------------- | ----- | ----- |
| 1    | 4    | Mélanie Henique   | França        | 25.53 | Q     |
| 2    | 3    | Emilie Beckmann   | Dinamarca     | 25.64 | Q     |
| 3    | 6    | Maaike de Waard   | Países Baixos | 25.81 | q     |
| 3    | 5    | Jeanette Ottesen  | Dinamarca     | 25.81 | q     |
| 5    | 1    | Anna Ntountounaki | Grécia        | 25.93 | q,    |
| 6    | 7    | Marie Wattel      | França        | 26.07 |       |
| 7    | 2    | Elena Di Liddo    | Itália        | 26.23 |       |
| 8    | 8    | Beatrix Bordás    | Hungria       | 26.69 |       |
| 9    | 9    | Gabriela Ņikitina | Letônia       | 26.88 |       |

### Final
Esse foi o resultado da final. 
| Pos.              | Raia | Nadadora            | Nacionalidade | Tempo | Notas            |
| ----------------- | ---- | ------------------- | ------------- | ----- | ---------------- |
| Medalha de ouro   | 3    | Ranomi Kromowidjojo | Países Baixos | 25.30 |                  |
| Medalha de prata  | 4    | Mélanie Henique     | França        | 25.46 |                  |
| Medalha de bronze | 5    | Emilie Beckmann     | Dinamarca     | 25.59 |                  |
| 4                 | 1    | Anna Ntountounaki   | Grécia        | 25.65 | Recorde nacional |
| 5                 | 2    | Maaike de Waard     | Países Baixos | 25.76 |                  |
| 6                 | 8    | Sara Junevik        | Suécia        | 25.84 |                  |
| 7                 | 7    | Jeanette Ottesen    | Dinamarca     | 25.85 |                  |
| 8                 | 6    | Arina Surkova       | Rússia        | 25.87 |                  |

Legenda
| Recorde mundial       | Recorde mundial (World record)               |                       | Recorde africano                      | Recorde africano (African) |                                           | Q | Classificado por posição (Qualified) |
| Recorde do campeonato | Recorde do campeonato (Championship record)  | Recorde da América    | Recorde da América (Americas)         | q                          | Classificado por melhor tempo (Qualified) |   |                                      |
| Melhor marca do ano   | Melhor marca do ano (World leading)          | Recorde asiático      | Recorde asiático (Asian)              | DNS                        | Não largou (Did not start)                |   |                                      |
| Recorde nacional      | Recorde nacional (National record)           | Recorde europeu       | Recorde europeu (European)            | DNF                        | Não terminou (Did not finish)             |   |                                      |
| Recorde pessoal       | Recorde pessoal do atleta (Personal best)    | Recorde da Oceania    | Recorde da Oceania (Oceania)          | DSQ / DQ                   | Desclassificado (Disqualified)            |   |                                      |
| Recorde da temporada  | Recorde da temporada do atleta (Season best) | Recorde sul-americano | Recorde sul-americano (South America) | NM                         | Sem marca (No mark)                       |   |                                      |